# Impatiens konalarensis
Impatiens konalarensis är en balsaminväxtart som beskrevs av M. Chandrabose, V. Chandrasekaran och N.C. Nair. Impatiens konalarensis ingår i släktet balsaminer, och familjen balsaminväxter. Inga underarter finns listade i Catalogue of Life.